# Groesbeck (Texas)
Groesbeck è un centro abitato degli Stati Uniti d'America situato nella contea di Limestone dello Stato del Texas.
La popolazione era di 4.328 persone al censimento del 2010.

## Geografia fisica
Groesbeck è situata a 31°31′22″N 96°31′56″W (31.522907, -96.532125).
Secondo lo United States Census Bureau, ha un'area totale di 3,8 miglia quadrate (9,8 km²), di cui 3,8 miglia quadrate (9,8 km²) di terreno e lo 0,27% d'acqua.
La comunità si trova all'incrocio delle State Highway 14 e 164. Groesbeck è la città più vicina allo storico Old Fort Parker. La città tiene un festival annuale natalizio presso il sito del vecchio Fort Parker ogni dicembre. Il forte è stato ricostruito con le specifiche esatte dell'originale.

## Società

### Evoluzione demografica
Secondo il censimento del 2000, c'erano 4.291 persone, 1.297 nuclei familiari e 878 famiglie residenti nella città. La densità di popolazione era di 1.141,3 persone per miglio quadrato (440,6/km²). C'erano 1.457 unità abitative a una densità media di 387,5 per miglio quadrato (149,6/km²). La composizione etnica della città era formata dal 58,56% di bianchi, il 24,91% di afroamericani, lo 0,37% di nativi americani, lo 0,05% di asiatici, lo 0,02% di isolani del Pacifico, il 13,96% di altre razze, e il 2,12% di due o più etnie. Ispanici o latinos di qualunque razza erano il 17,53% della popolazione.
C'erano 1.297 nuclei familiari di cui il 34,0% aveva figli di età inferiore ai 18 anni, il 46,3% aveva coppie sposate conviventi, il 16,9% aveva un capofamiglia femmina senza marito, e il 32,3% erano non-famiglie. Il 30,2% di tutti i nuclei familiari erano individuali e il 17,8% aveva componenti con un'età di 65 anni o più che vivevano da soli. Il numero di componenti medio di un nucleo familiare era di 2,55 e quello di una famiglia era di 3,16.
La popolazione era composta dal 22,9% di persone sotto i 18 anni, il 14,1% di persone dai 18 ai 24 anni, il 32,3% di persone dai 25 ai 44 anni, il 16,1% di persone dai 45 ai 64 anni, e il 14,5% di persone di 65 anni o più. L'età media era di 32 anni. Per ogni 100 femmine c'erano 138,8 maschi. Per ogni 100 femmine dai 18 anni in giù, c'erano 148,5 maschi.